# Lispe sericipalpis
Lispe sericipalpis är en tvåvingeart som först beskrevs av Stein 1904.  Lispe sericipalpis ingår i släktet Lispe och familjen husflugor. Inga underarter finns listade i Catalogue of Life.